# Júnior Moraes
Acest articol se referă la atacantul brazilian Júnior Moraes. Pentru fundașul stânga, vezi Júnior Morais.
Júnior Moraes (n. 4 aprilie 1987, Santos, Brazilia) este un fotbalist brazilian care evoluează la echipa Șahtar Donețk postul de atacant. A fost la Steaua după ce a fost transferat la Metalurg Donețk nejucând niciun meci în perioada petrecută acolo (iarna 2011 - vara 2011), dar s-a alăturat echipei ȚSKA Sofia. A jucat prima dată în Liga I la Gloria Bistrița.

## Carieră
A debutat pentru Gloria Bistrița în Liga I pe 20 februarie 2010 într-un meci terminat la egalitate împotriva echipei FC Timișoara.
Brazilianul a marcat cinci goluri în primele șase meciuri disputate pentru bistrițeni, devenind principalul marcator al echipei și unul dintre cei mai apreciați fotbaliști din prima ligă, reușind să stârnească interesul unor echipe mai puternice. După 12 luni la Gloria Bistrița, a fost vândut de patronul Jean Pădureanu la echipa Metalurg Donețk pe suma de 1,25 milioane €. Nu a jucat niciun meci pentru echipa ucraineană pe diferite motive; unul dintre acestea fiind că este accidentat foarte grav.
La sfârșitul sezonului 2010-2011 al Ligii I a semnat un contract cu ȚSKA Sofia după 6 luni în care a stat pe tușă.

## Titluri
| Sezon | Club   | Titlu               |
| ----- | ------ | ------------------- |
| 2007  | Santos | Campeonato Paulista |